# Наконечный, Виктор Андреевич
Виктор Андреевич Наконе́чный (1947—2015) — советский и украинский мастер народной живописи.

## Биография
Родился 7 марта 1947 года в Клембовке (ныне Ямпольский район, Украина). Окончил МГУ имени М. В. Ломоносова. Автор 4 000 полотен. В 1990-х годах создал цикл картин на темы подольского села, которые отмечены наградой имени Е. В. Белокур. Умер 25 декабря 2015 года. Похоронен в родном селе.

## Награды и премии
- Заслуженный мастер народного творчества Украины (2000)
- Национальная премия Украины имени Тараса Шевченко (2009)  — за серию картин «Край мой солнечный».